# Zaadlob
Een zaadlob, kiemlob of cotyl (meervoud: cotylen, uitspraak y als [ie]) kan gezien worden als het eerste blaadje van een kiemplant. Er zijn eenzaadlobbige (monocotyle) en tweezaadlobbige (dicotyle) planten. Soms bezit een plant meer dan twee zaadlobben, tot zelfs een tiental bij de naaktzadigen (gymnospermen), waaronder alle soorten naaldbomen.
Zaadlobben kunnen, afhankelijk van de plantensoort, al na enkele dagen na de kieming afvallen, of meer dan een jaar aan de plant blijven zitten. In het laatste geval worden er chloroplasten in gevormd, en dragen de zaadlobben, door fotosynthese en verdere assimilatie, bij aan de verdere groei van de plant.

## Reservestoffen
Zaadplanten hebben reservestoffen nodig voor de groei en ontwikkeling van het planten-embryo, en vervolgens voor de kieming en de groei van de jonge plant. Deze kunnen onder andere zijn opgeslagen in de zaadlobben. De reservestoffen bestaan uit zetmeel, vetten en eiwitten die zich bevinden in bepaalde weefsels in de zaden van zaadplanten. De reservestoffen zijn afkomstig van fotosynthese en verdere assimilatie door de ouderplant.

## Eenzaadlobbigen
Bij veel eenzaadlobbige planten zit het reservevoedsel opgeslagen in het endosperm. In het zaad zit slechts één kiemlob (scutellum of schildje), die na de kieming het voedsel vanuit het endosperm doorgeeft aan het kiemplantje. Als zaadlobben afvallen worden ze pikzwart.

## Tweezaadlobbigen
Bij veel van de tweezaadlobbigen bevinden zich per zaad twee zaadlobben (cotylen), waarin het reservevoedsel zit opgeslagen.

## Naaktzadigen
Naaktzadigen hebben meer dan twee zaadlobben. Zo heeft een den (Pinus) aan de top van het hypocotyl vijf tot twintig zaadlobben, die het pluimpje omgeven.

## Afbeeldingen

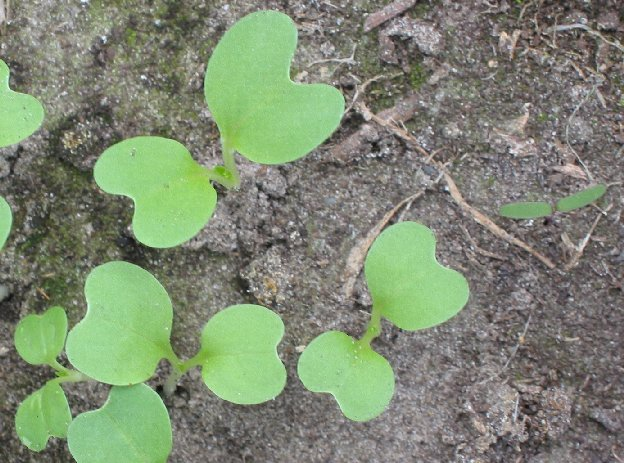
zaadlobben van bladmoes
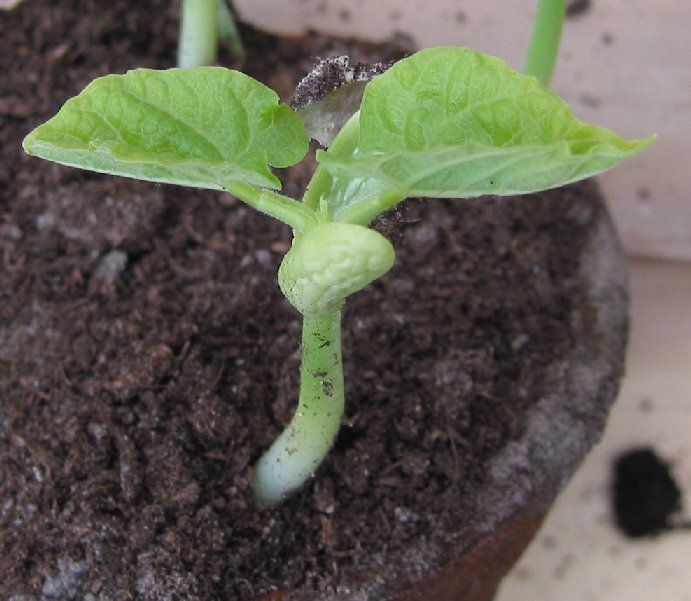
zaadlobben en eerste ware bladeren bij sperzieboon
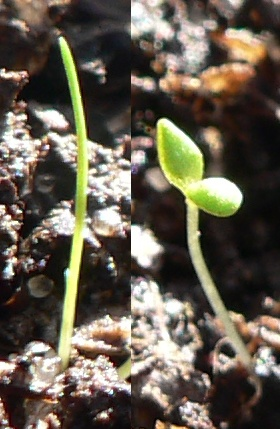
een vergelijking tussen eenzaadlobbigen en tweezaadlobbigen
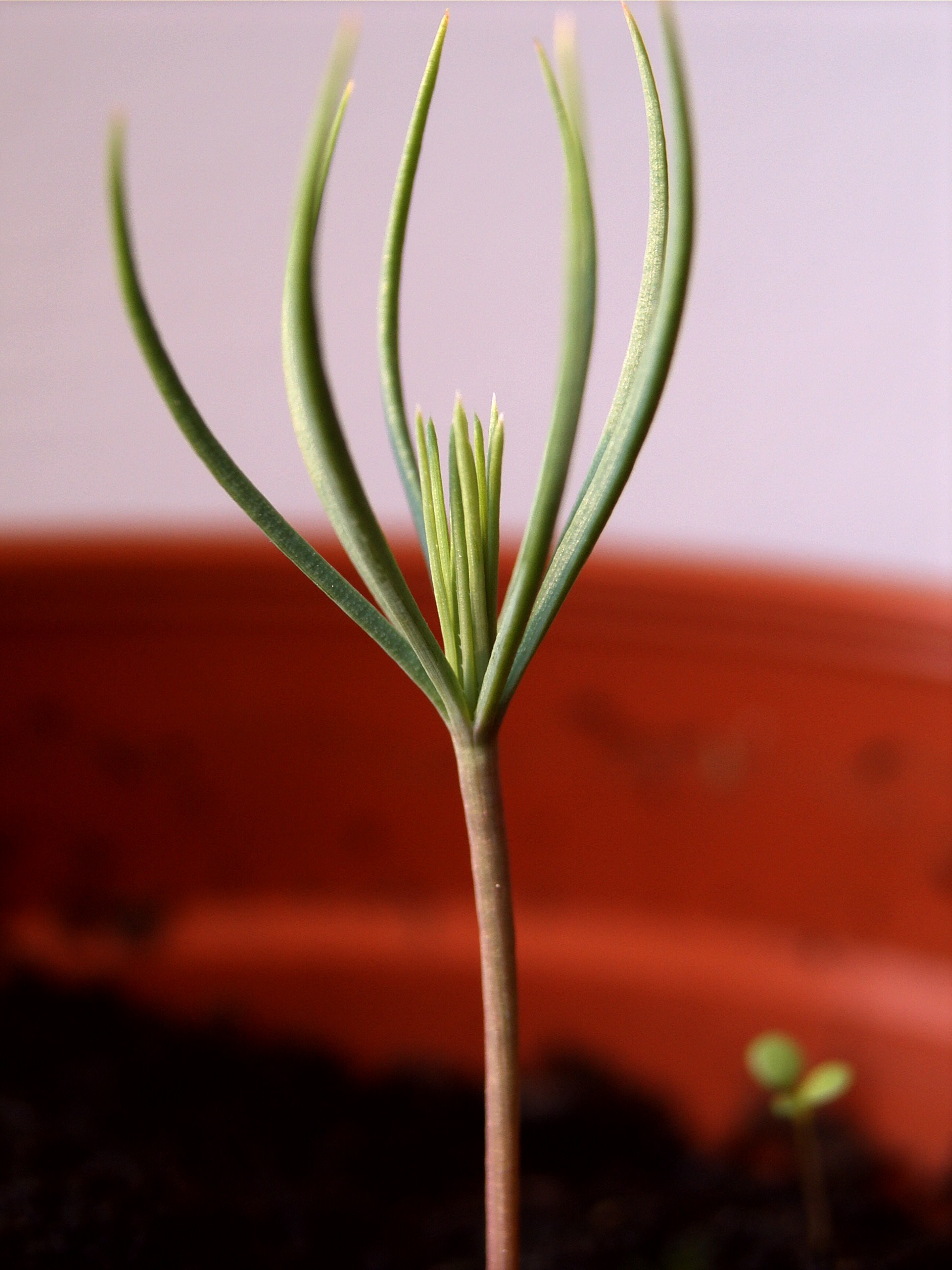
Veel zaadlobben van een Aleppoden (Pinus halepensis)